# الانتخابات الرئاسية الأيرلندية 2018
ستجري الانتخابات الرئاسية الإيرلندية المقبلة في نوفمبر 2018م على أبعد تقدير. الرئيس الحالي هو مايكل دانييل هيجينز، الذي تم انتخابه في عام 2011. يجب إجراء الانتخابات التالية في غضون ستين يومًا قبل نهاية هذه المدة، والتي تنتهي في 10 نوفمبر 2018م. ومع ذلك، إن مات الرئيس أو استقال أو تم عزله من منصبه أو أصبح عاجزًا بشكل دائم قبل ذلك التاريخ، يجب إجراء انتخابات في غضون ستين يوما من هذا الحدث.